# Sinagoga Klausen
La sinagoga Klausen (en txec: Klausová synagoga) és una antiga sinagoga jueva situada a Praga, a la República Txeca.
La congregació es va establir a la dècada de 1570, i la sinagoga es va acabar el 1884, després que una sinagoga anterior, construïda a l'estil barroc primerenc al gueto jueu, fos destruïda. L'any 1984 l'antiga sinagoga va ser reutilitzada permanentment com a museu jueu i és administrada pel Museu Jueu de Praga.

## Història

### Sinagogues dels segles XVI i XVII
A la dècada de 1570, un reconegut home de negocis i benefactor del gueto, Mordechai Maisel, va decidir construir a l'àrea de l'actual sinagoga de Klausen un kloyz, o complex d'edificis, probablement incloses sinagogues i una escola talmúdica privada. El famós rabí i erudit de Praga Maharal va ensenyar en aquesta escola. El 1689, el gran incendi del gueto va cremar tots els kloyzn i la sinagoga porta el seu nom en honor a ells.
El rabí Shelomo Khalish Cohen, de la sinagoga incendiada, que havia format part del complex, va iniciar la construcció d'una nova sinagoga d'estil barroc primerenc al lloc. L'any 1694, l'edifici es va acabar i dos anys més tard s'hi va afegir el monumental aron ha-Qodeix de tres nivells, l'arca de la Torà, gràcies a la dotació de Samuel Oppenheimer, una personalitat acomodada i influent de la monarquia austríaca, que en aquell moment Praga en formava part. Nombrosos rabins importants, per exemple Elazar Fleckeles, també estan connectats amb la sinagoga.

### Temps moderns

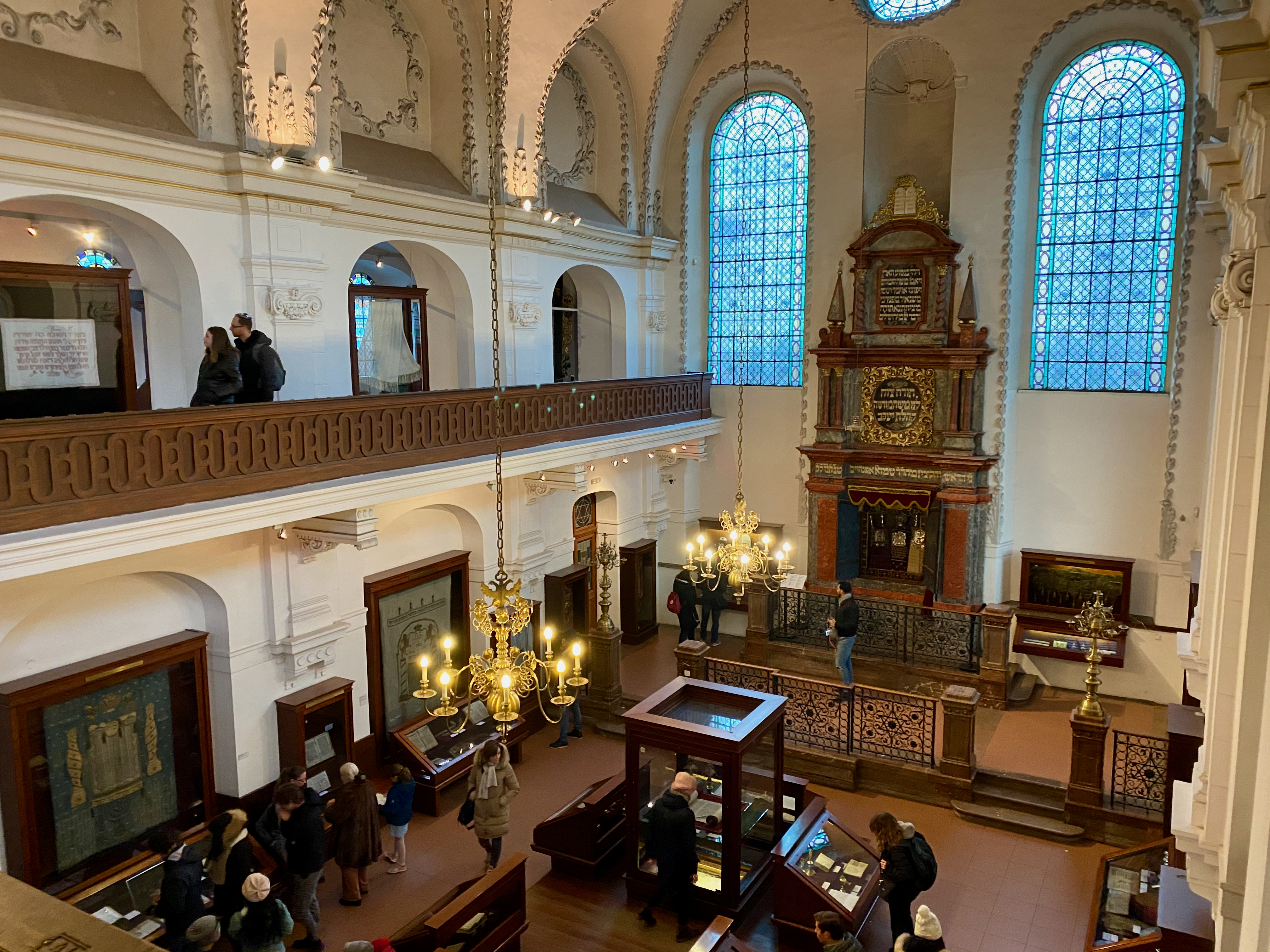
Interior

El 1883–84, la sinagoga va ser reconstruïda per l'arquitecte Bedřich Münzberger, que també va participar en la decoració de la sinagoga espanyola. La renovació urbana massiva del gueto a principis del segle xx va deixar intacta la sinagoga Klausen, mentre que altres sinagogues barroques com la Zigeuner, la Gran Cort i la Sinagoga Nova van ser enderrocades. Actualment, la sinagoga Klausen és, per tant, l'únic exemple de sinagoga barroca de l'antic gueto.
Durant la Segona Guerra Mundial es va ubicar un dipòsit així com una exposició a la sinagoga. Un any després de la guerra s'hi va obrir una exposició sobre festes i costums jueus. La sinagoga es va reconstruir els anys 1960, 1979–81 i 1983 (només l'aron ha-Qodeix). L'any 1984 es va obrir una nova exposició permanent de manuscrits hebreus i primeres estampes.